# Luigi Madonis
Luigi Madonis (1690 circa – 1770 circa) è stato un compositore e violinista italiano.
Passò la prima parte della carriera a Venezia, dove fu probabilmente allievo di Antonio Vivaldi, e la seconda a San Pietroburgo. 

Durante il periodo veneziano, con l'impresario d'opera Peruzzi e la sua troupe si esibì a Breslavia nel 1725, a Bruxelles nel 1727 e ai Concert Spirituel di Parigi nel 1729; rimase poi per qualche tempo al servizio dell'ambasciatore della Repubblica di Venezia a Parigi. In questa città, diede alle stampe la sua prima raccolta di sonate nel 1731 o 1732.

Dopo il ritorno a Venezia, fu invitato da un emissario dell'imperatrice Anna I di Russia a raggiungere l'orchestra di corte a San Pietroburgo, dove giunse nel 1733 accompagnato dal fratello, violinista anch'esso, oltre che cornista. In questa città, nel 1738 pubblicò una raccolta di "12 sinfonie" per violino e basso continuo, dedicate all'imperatrice, che sono tra i pochissimi esempi di pubblicazioni musicali russe di questo periodo. Dopo la presa del potere da parte della zarina Elisabetta di Russia, Madonis fu nominato Kappelmeister.

Si ritirò nel 1767.